# فلورین پرونا
فلورین پرونا (رومانیایی: Florin Prunea؛ زادهٔ ۸ اوت ۱۹۶۸) یک بازیکن فوتبال، و دروازه‌بان اهل رومانی است.
از باشگاه‌هایی که در آن بازی کرده‌است می‌توان به دینامو بخارست اشاره کرد.
وی همچنین در تیم ملی فوتبال رومانی بازی کرده است.